# (45305) Paulscherrer
(45305) Paulscherrer est un astéroïde de la ceinture principale.

## Description
(45305) Paulscherrer est un astéroïde de la ceinture principale. Il fut découvert le 4 janvier 2000 à Gnosca par Stefano Sposetti. Il présente une orbite caractérisée par un demi-grand axe de 2,60 UA, une excentricité de 0,13 et une inclinaison de 14,1° par rapport à l'écliptique.

## Compléments